# マルク＝アンドレ・クルスカ
マルク＝アンドレ・クルスカ（Marc-André Kruska 、1987年6月29日 - ）は、ドイツ・ノルトライン＝ヴェストファーレン州カシュトロップ＝ラウクセル出身の元プロサッカー選手。現役時代のポジションはミッドフィールダー。

## クラブ経歴
1999年、12歳でボルシア・ドルトムントの下部組織に入団。2004–05シーズン、17歳で1.FCカイザースラウテルン戦に出場しトップチームデビュー。最終節のハンザ・ロストック戦でブンデスリーガ史上4番目に若いゴールを挙げた。この活躍から2005年に設立されたフリッツ・ヴァルター・メダルU-18部門の初代金メダリストに選ばれた。
ドルトムントで3シーズンプレーした後、ジュピラー・プロ・リーグのクラブ・ブルッヘに移籍。2009年7月、エネルギー・コットブスに3年契約で加入しブンデスリーガ復帰。2014年1月、FSVフランクフルトに加入。